# Сексенов, Газис Нуртасович
Газис Нуртасович Сексенов (род. 1926 год, село Карашилик) — комбайнёр совхоза Севастопольский Сарыкольского района Кустанайской области, Казахская ССР. Герой Социалистического Труда (1976).

## Биография
Происходит из рода канжыгалы племени аргын.
Родился в 1926 году в крестьянской семье в селе Карашилик (сегодня — Сарыкольский район Костанайской области). Трудовую деятельность начал подростком в годы Великой Отечественной войны. Окончил школу ФЗО по специальности плотник. В течение пяти лет работал в Кустанае. После окончания курсов механизации возвратился в колхоз, где трудился механизатором-комбайнёром. С 1950 года работал комбайнёром в совхозе «Севастопольский» Сарыкольского района.
Досрочно выполнил задания девятой пятилетки (1971—1975) и свои личные социалистические обязательства. Указом Президиума Верховного Совета СССР от 24 декабря 1976 года удостоен звания Героя Социалистического Труда с вручением ордена Ленина и золотой медали «Серп и Молот».